# 䱻碘泡虫
䱻碘泡虫（学名：Myxobolus hemibarbi）为碘泡科碘泡虫属的动物。分布于俄罗斯以及海南、四川、黑龙江流域等，营寄生生活，寄生在泥鳅、花䱻的鳃以及唇䱻的鳃、肾。